# Ceriagrion madagazureum
Ceriagrion madagazureum là một loài chuồn chuồn kim trong họ Coenagrionidae.
Loài này được xếp vào nhóm loài thiếu dữ liệu trong sách Đỏ của IUCN năm 2008.
Ceriagrion madagazureum được miêu tả khoa học năm 1949 bởi Fraser.